# Soldier of Fortune II: Double Helix
Soldier of Fortune II: Double Helix (En español Soldado de la Fortuna: Doble Hélice) es un videojuego de disparos en primera persona (FPS) desarrollado por Raven Software como una secuela de Soldier of Fortune. Se desarrolló utilizando el motor id Tech 3 en oposición al id Tech 2 del original, y se publicó en 2002. Una vez más, Raven contrató a John Mullins para que actuara como consultor en el videojuego. Basado en las críticas del videojuego original, Raven Software desarrolló Soldier of Fortune II para ser un videojuego más "realista", como los videojuegos de disparos tácticos más modernos, como Operation Flashpoint: Cold War Crisis (2001) y Tom Clancy's Rainbow Six (1998) sirviendo de inspiración, en lugar de Quake (1996).
Como el primer videojuego de la serie, Double Helix superó los límites de las representaciones de gore y violencia, y se considera más gráfico y realista que la mayoría en el género FPS. Esta vez, el tema fue la guerra de gérmenes en lugar de la conspiración de armas nucleares. El modo multijugador tenía cinco tipos de videojuego diferentes, y al jugar a través de la historia de un solo jugador, un jugador podía elegir entre cuatro niveles de dificultad diferentes.
En 2007, se lanzó para Microsoft Windows, PlayStation 3 y Xbox 360 una secuela en gran parte no relacionada titulada Soldier of Fortune: Payback, hecha por Cauldron HQ, para Microsoft Windows , PlayStation 3 y Xbox 360.

## Historia
El tema de Doublie Helix es la guerra de gérmenes, ya que el mercenario Mullins y su nueva pareja Madeline Taylor viajan a Colombia para investigar un brote viral en una pequeña ciudad, solo para vincularlo a una organización en la sombra llamada Prometeo. Al virus, llamado Romulo, le sigue un virus informático llamado Remo que está programado para eliminar archivos en cualquier computadora del mundo, en este caso, archivos relacionados con Prometeo y Romulo, por lo que no se puede formular un antivirus. Prometeo luego planea chantajear a los países del G8 en una cumbre en Suiza Por miles de millones de dólares. A lo largo del videojuego, se revela que un topo dentro de The Shop puede proporcionar información a los terroristas.

## Jugabilidad
Soldier of Fortune II es un videojuego de disparos que se juega desde la perspectiva de la primera persona. En la campaña, el jugador debe completar una serie de niveles que abarcan la historia de Soldier of Fortune II, repitiendo su papel como operativo especial John Mullins de la primera entrega. Su campaña se puede experimentar a través de cuatro niveles de dificultad: Novato, Arma, Consultante y Soldado de la Fortuna. Alternativamente, los jugadores pueden seleccionar el generador de misiones aleatorias para crear niveles con parámetros únicos.
Siguiendo la fórmula de videojuego de su predecesor, Soldier of Fortune II gira principalmente en torno a la carrera y la pistola tácticas, pero también incluye segmentos enfocados en el sigilo y el combate vehicular. El estado de la salud de Mullins se indica en la pantalla de heads-up (HUD). Los paquetes de salud y la armadura se pueden encontrar en diferentes partes del videojuego o en enemigos derribados, lo que permite al jugador sufrir más daño.
Los tiroteos son una importante mecánica de Soldier of Fortune II. A medida que los jugadores avanzan en la historia, obtienen acceso a varias armas y equipos nuevos, algunos soltados por enemigos derribados; Estos incluyen varios rifles diferentes, ametralladoras, escopetas, rifles de francotirador, pistolas y explosivos. Los jugadores también pueden personalizar la mayoría de sus armas con modificaciones especiales de armas de fuego. Dichas modificaciones alteran la velocidad de disparo o agregan accesorios como silenciadores, bayonetas y lanzagranadas. Mullins lleva un kit de herramientas y puede usarlo para interactuar con el entorno, deshabilitando cables de disparo, forzando cerraduras y cortando líneas eléctricas entre otras acciones.

### Multijugador
En el modo multijugador, hay cinco tipos de videojuego: Captura la Bandera, Infiltración, Team Deathmatch, Deathmatch y Eliminación. La Edición Gold del videojuego agrega un tipo de videojuego adicional: Demolición, que eleva a seis el número de tipos de videojuego en el videojuego.
- En Captura la Bandera, todos los jugadores se dividen en dos equipos: un equipo rojo y un equipo azul. El objetivo es que un equipo obtenga la bandera del otro equipo, ubicado en la base de los enemigos, y la devuelva a su propia base. Una vez que un equipo alcanza la cantidad de banderas capturadas, el equipo gana el videojuego o una vez que se alcanza el límite de tiempo, el equipo con la mayor cantidad de banderas capturadas gana el videojuego. Los jugadores muertos reaparecerán después de unos segundos.

- En Infiltración, todos los jugadores se dividen en dos equipos: un equipo rojo y un equipo azul. Una maleta se coloca en una ubicación neutral en el mapa. Ambos equipos tienen objetivos diferentes: el equipo azul tiene que llevar la maleta a un punto de encuentro, mientras que el equipo rojo es proteger la maleta a toda costa, y evitar que el equipo azul lleve la maleta al punto de encuentro. La ronda termina cuando el equipo azul lleva con éxito la maleta al punto de encuentro, el equipo azul elimina a todos los miembros del equipo rojo, o si los equipos rojos eliminan a todos los miembros del equipo azul. A diferencia del Team Deathmatch y Deathmatch, los jugadores muertos no reaparecen, permaneciendo muertos hasta el final de la ronda.

- En Team Deathmatch, todos los jugadores se dividen en dos equipos: un equipo rojo y un equipo azul. El objetivo de Team Deathmatch es ser el primer equipo en alcanzar el límite de fragmentos, que puede lograrse matando a jugadores enemigos y evitando la muerte de jugadores adversos. Una vez que un equipo alcanza el límite de fragmentos, ganan el videojuego y la ronda finaliza. Dependiendo de la elección del administrador / creador, el fuego amigo puede o no ser permitido. Los jugadores muertos reaparecerán después de unos segundos.

- En Deathmatch, los jugadores juegan con las mismas reglas que Team Deathmatch, excepto que ahora los jugadores jugarán solo. El objetivo de Deathmatch es ser el primer jugador en alcanzar el límite de fragmentos, o tener la mayor cantidad de muertes una vez que expire el videojuego. Esto se puede lograr matando a otros jugadores y evitando la muerte de otros jugadores. Una vez que un jugador alcanza el límite de fragmentos, el jugador gana el videojuego y la ronda finaliza. Los jugadores muertos reaparecerán después de unos segundos.

- En Eliminación, los jugadores juegan con las mismas reglas que el Equipo Deathmatch, excepto con una diferencia importante: los jugadores muertos no reaparecen. El objetivo del videojuego es cazar y matar a los miembros de los jugadores del equipo contrario mientras se evita la muerte. El equipo que logra eliminar con éxito al otro equipo gana el videojuego. A diferencia del Team Deathmatch y Deathmatch, los jugadores muertos no reaparecen, permaneciendo muertos hasta el final de la ronda.

- En Demolición, todos los jugadores se dividen en dos equipos: un equipo rojo y un equipo azul. El objetivo del equipo azul es colocar una bomba, que se le da a un jugador al azar al comienzo de la ronda, en uno de los dos sitios de bomba y para asegurar su detonación. El objetivo del equipo rojo, por otro lado, es evitar que la bomba sea colocada por el equipo azul, y desactivar la bomba antes de que explote si el equipo azul logra plantarla con éxito. La ronda termina cuando el equipo azul asegura con éxito la detonación de la bomba, el equipo azul elimina a todos los miembros del equipo rojo, el equipo rojo desactiva la bomba o el equipo rojo elimina con éxito a todos los miembros del equipo azul. A diferencia de Capture the Flag, Team Deathmatch y Deathmatch, los jugadores muertos no reaparecen, permaneciendo muertos hasta el final de la ronda.Válvula 's Counter-Strike serie.

## Recepción
Soldier of Fortune fue elogiado por ser un videojuego de disparos sólido y entretenido, con uno de los mayores elogios del videojuego por su representación gráfica de la sangre y la violencia, que tanto los defensores como los detractores consideran más realistas que la mayoría de los videojuegos de disparos en primera persona.
La versión para PC de Soldier of Fortune II: Double Helix recibió críticas en su mayoría positivas, sin embargo, hubo algunas especulaciones de que había sido apresurada para evitar la canibalización de las ventas de Star Wars Jedi Knight II: Jedi Outcast (también producido por Raven Software), otro título lanzado en pocas semanas que también se basó en el motor Quake III: Team Arena. Como resultado de su aparente lanzamiento prematuro, partes del videojuego parecen no estar balanceadas o sin pulir, probablemente debido a la falta de pruebas de videojuego extensas.
El modo sigiloso fue criticado por ser demasiado simplista, ya que alertar a los centinelas dispara alarmas que no se pueden desactivar durante la duración de la misión. Esto anuló nuevos intentos de proceder por medios clandestinos, haciendo inútiles las armas furtivas y reprimidas, y obligando al jugador a recurrir a un ataque directo para completar el nivel. Sin embargo, el asalto fue muy difícil en ciertas situaciones, ya que participar en tiroteos podría ser mortal. La única forma práctica de superar esto era volver a cargar el nivel o comenzar desde cero.
Una vez lanzado, el videojuego se llenó de muchos errores paralizantes, como problemas con el rendimiento y una tendencia a bloquearse fácilmente, que se solucionó en la edición Gold. La edición Gold también contaba con nuevos contenidos, como más mapas y nuevas armas para usar. Este contenido adicional también se incluyó en el puerto para Xbox.
La versión de Xbox fue muy criticada ya que no mejoró ninguna de las fallas de la versión de PC a pesar de un año adicional de tiempo de desarrollo, por lo que no siguió el ritmo de los avances en los videojuegos de disparos en primera persona. También tenía gráficos muy por debajo de lo que se esperaba para la Xbox, con texturas suaves y un bajo conteo de polígonos que llevó a Hector Guzmán de GameSpy a describirlo como "de PC a Dreamcast a un puerto de Xbox".

## Secuelas
Un tercer videojuego de la serie, Soldier of Fortune: Payback fue realizado por Cauldron HQ y lanzado el 14 de noviembre de 2007.
Un MMOFPS basado en la serie, Soldier of Fortune Online fue publicado en Corea por Dragonfly y se publicó en una Beta cerrada el 12 de agosto de 2010 y finalizó el 16 de agosto de 2010.